# Skulptur

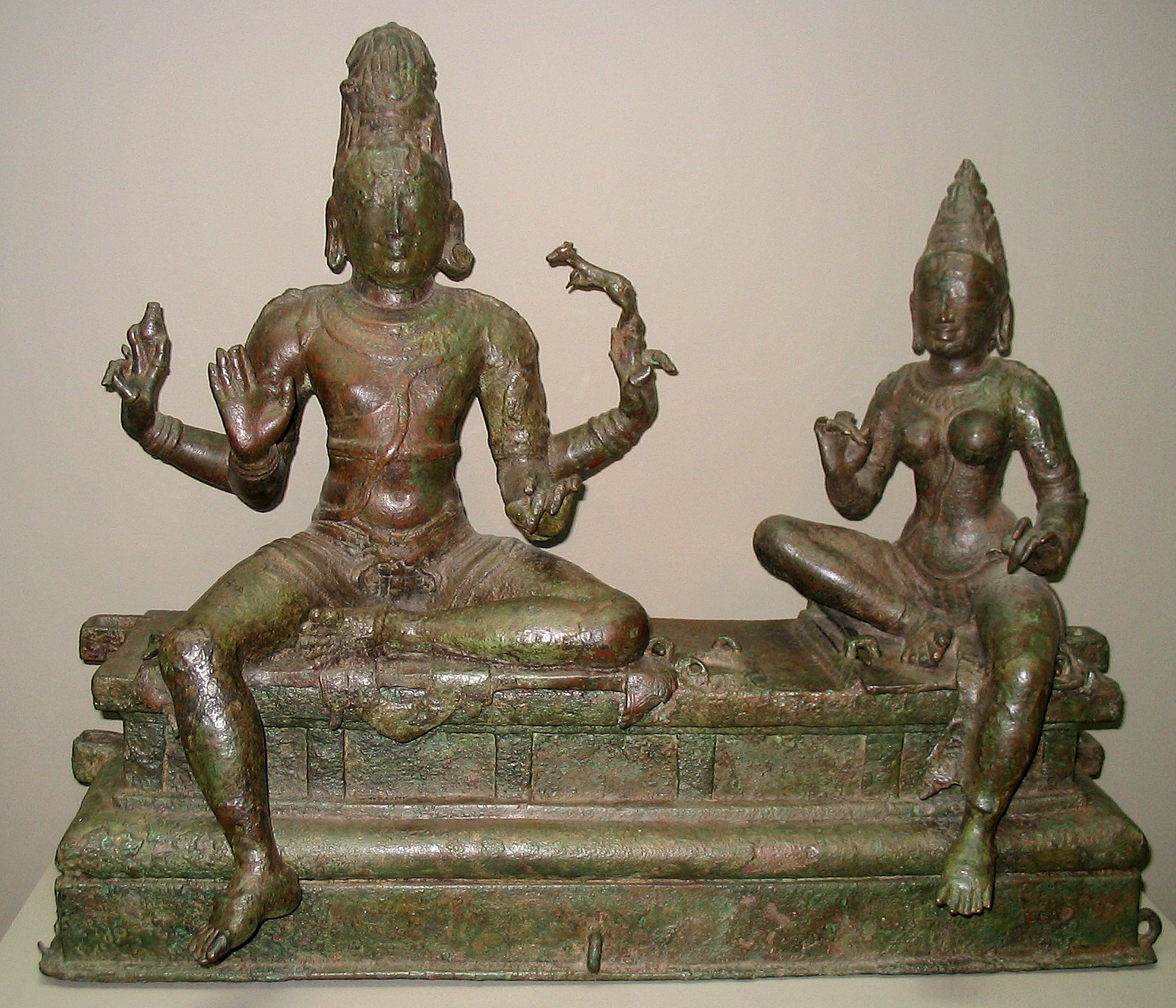
Skulptur ifrån 1500-talet föreställande de hinduiska gudarna Shiva och hans fru Uma (Parvati).

Skulptur (från latinets verb sculpere "att hugga ut/skulptera") är ett tredimensionellt konstverk. Skulptur har i motsats till övriga bildkonstarter en kropp, det vill säga en materiell volym i rummet. Till skillnad från byggnadskonsten tjänar skulpturen estetiska och inte materiella ändamål.
Traditionellt har skulpturer formats ur hårda material som sten, metall, glas eller trä, eller ur plastiska material som lera, textil, polymerer och mjukare metaller. Idag används även begreppet för konstverk som omfattar ljud, text och ljus. Även funna objekt, som från början skapats för andra ändamål, så kallade objet trouvé eller ready-mades, kan presenteras som skulpturer.

## Typer av skulpturer

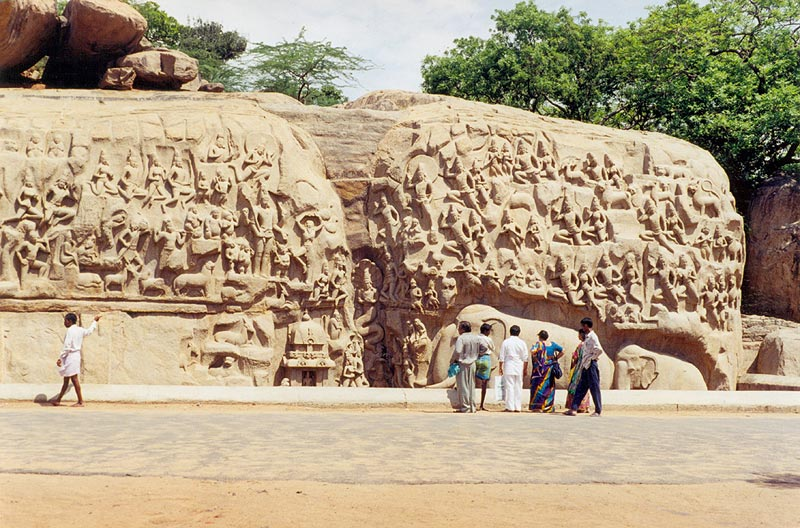
Stor relief i Mahabalipuram.

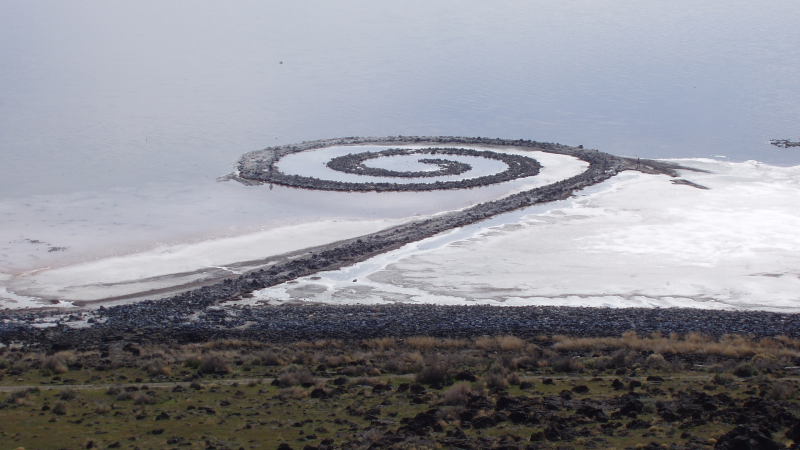
Spiral jetty av Robert Smithson - en form av platsspecifik skulptur som kategoriseras som land art.

Det finns en mängd olika typer av skulpturer. Indelningen är oprecis men det finns några huvudkategorier:
- Fristående skulptur, eller friskulpturer - skulptur som är omgiven av luft runt om och som kan beskådas från alla håll. Hit hör bland annat statyer, statyetter, byster, ryttarstatyer och hermer.
- Relief - frontal skulptur, upphöjd ur en slät yta. Ofta uthuggen, formad eller utskuren till exempel på en vägg eller en mur. Beroende på hur djup, dvs. tredimensionell figurationen är så talar man om hög- eller lågrelief. En fris kan vara utformad som en relief.
- Kinetiska skulpturer - skulpturell företeelse som utvecklades under 1900-talet där fysisk rörelse är en väsentlig del av verket, som mobiler. Vissa typer av fontäner kan även beskrivas som kinetiska skulpturer.
- Platsspecifika skulpturer - konstnärlig företeelse som främst tillskrivs konstverk från 1900-talet och framåt, och som skapats specifikt för en viss plats. Ofta är miljön och omgivningarna en viktig aspekt av verket. En speciell form av platsspecifik konst är land art.
- Funna objekt (fr: objet trouvé, eng: found object eller ready-mades) - objekt, som från början skapats för andra ändamål, men som genom kontexförflyttning får en konstnärlig innebörd. I vissa fall kan sådana objekt ha skulpturala kvaliteter och därför betraktas som skulptur. Ett exempel på det senare är Marcel Duchamps Flasktorkaren från 1914.

Skulpturer och objekt kan utgöra delar av en installation, vilket är ett eget begrepp.

## Skulpturens historia
Redan under istiden förekom statyetter och reliefer av människor och djur (Aurignacienkulturens konst) . I det forntida Egypten spelade skulptur en viktig, religiöst betonad roll, i det att porträttstatyn var vistelseplats för den dödas själ här på jorden. I sin monumentalskulptur, ofta i hårda bergarter som bland annat granit och basalt, nådde egyptierna genom sträng stilisering en konstnärlig höjd; i mindre arbeten kom ofta en livfull realism till uttryck. Bland Mellanösterns antika folkslag skapade särskilt sumererna en egendomlig plastik, och av de semitiska folken utmärkte assyrierna sig med sina mäktiga kungastatyer och realistiska jakt- och djurskildringar i låg relief.
I Antikens Grekland räknades "skulptur" till de sköna konsterna, tillsammans med arkitektur, måleri, poesi och musik. Under denna period nådde skulpturen en höjdpunkt och studiet av den nakna människokroppen blev en central uppgift. I atlet- och gudastatyer, i tempelutsmyckningar och gravreliefer dyrkade grekisk skulptur den vackra människan. Även porträttskulpturen var till en början idealiserande. I efterhand har de idag vita marmorstatyerna kommit att bli sinnebilden av denna tid men studier har visat att många av dessa skulpturer var bemålade i starka pastellfärger. Under hellenismen utvecklades en mer realistisk, målerisk, livfull stil med en barock prägel. Romarna, som var starkt influerade av de grekiska vita marmorskulpturerna av manskroppen, kom att prestera sitt bästa i djärvt karakteriserande porträtt. Under kejsartiden stod också den representativa och dekorativa skulpturen högt, gärna i förbindelse med arkitekturen.

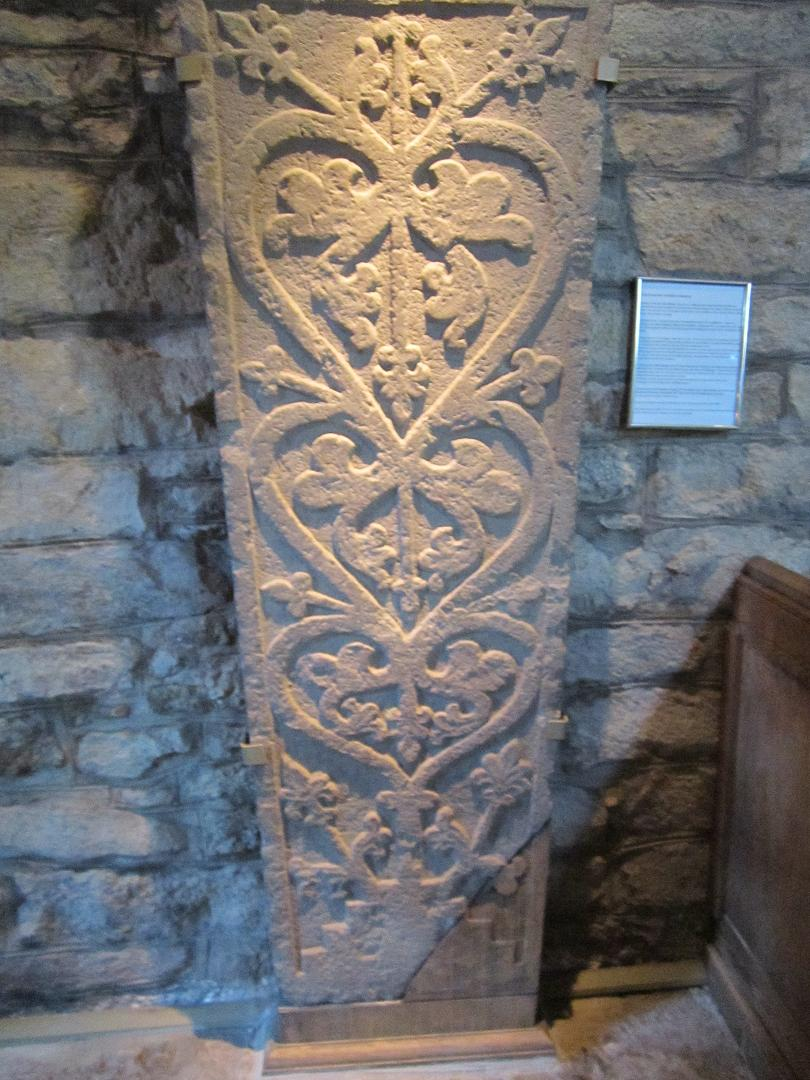
Liljesten från 1000-talet i Husaby kyrka.

I tidigkristen och bysantinsk konst blomstrade framför allt reliefen. I Västeuropa fick skulpturen sitt slutgiltiga genombrott under romansk tid i samband med byggandet av kyrkor, särskilt portalerna, och utvecklades på 1200-talet under gotiken till allt större rikedom och komplexitet. Vid sidan av stenskulpturen fick målade träskulpturer större betydelse under senmedeltid i form av krucifix, altarskåp och annan kyrkoinredning.
Det klassiska element som började göra sig gällande redan i gotiken, bröt segrande igenom i och med renässansen i Italien på 1400-talet, och en rad stora bildhuggare från Ghiberti till Michelangelo skapade några av de yppersta verken i skulpturens historia. Den sistnämnde ledde utvecklingen över i barocken, som i Bernini nådde en höjdpunkt av dramatiskt rörlig skulpturstil. Som en reaktion mot denna uppträdde från mitten av 1700-talet en allt starkare klassicistisk och antikiserande strömning som fann sin teoretiska talesman i Johann Joachim Winckelmann och sin centrala konstnärsgestalt i Bertel Thorvaldsen. Först efter mitten av 1800-talet avlöstes rörelsen av realistiska och impressionistiska strömningar, med Auguste Rodin som ledande mästare.

### Samtidskonst
Under åren efter 1900 uppträdde dels en ny klassisk känsla, först och främst hos Aristide Maillol, dels en expressionism byggd på intryck från bland annat exotisk konst, särskilt afrikansk skulptur, dels kubistiska och abstrakta experiment, och dels – parallellt med måleriet – en utveckling mot allt mer abstraktion. Constantin Brancusi, Umberto Boccioni, Alexander Archipenko, Raymond Duchamp-Villon och Jacques Lipchitz var bland pionjärerna under åren före första världskriget. Senare gjorde Henri Laurens, Henry Moore, Ossip Zadkine sig kända med betydande verk inom denna riktning. En rent abstrakt, konstruktivistisk skulptur utvecklades av ryssarna Vladimir Tatlin, Aleksandr Rodtjenko, Naum Gabo och Antoine Pevsner. Samtidigt fick man en dadaistisk skulptur med Hans Arp och Marcel Duchamp och hans readymades.
Under mellankrigstiden växte det fram en skulptur med fantasifulla formsammansättningar (assemblage) och en fri lek med formelement, ofta surrealistiskt inspirerad. Bland de centrala inom 1930-talets nyskapande skulptur var Pablo Picasso, Julio González, Max Ernst, Barbara Hepworth och Alberto Giacometti. Förutom dessa bör även Alexander Calder och hans mobila skulpturer nämnas.
Efter andra världskriget fortsatte utvecklingen av den abstrakta skulpturen, med utövare som David Smith, Robert Jacobsen, Lynn Chadwick, Kenneth Armitage, Victor Pasmore, med flera. Samtidigt såg man i Europa en abstraherande men figurativ riktning, representerad av bland andra Germaine Richier, Marino Marini och Giacomo Manzu. Hit hör också Henry Moore. Med popkonsten på 1960-talet fick Marcel Duchamps idéer en renässans, och konstnärer som Eduardo Paolozzi, Jasper Johns, Robert Rauschenberg, Jim Dine, Claes Oldenburg, Duane Hanson, Wolf Vostell, Joseph Beuys, Niki de Saint Phalle, Nam June Paik, och Edward Kienholz bidrog till att ge skulpturen en ny inriktning. Under åren som följde fick man den situation som vi nu känner, med en rad strömningar som lever sida vid sida: den rena strukturella, minimalistiska konsten med Barnett Newman, Donald Judd och Tony Smith som främsta företrädare, en skulptur där rörelse och ljuseffekter är centrala element, med Jean Tinguely med sina självförstörande skulpturer och Jesús Rafael Soto med sina rörliga/optiska skulpturer som centrala utövare. I en kategori för sig kom Robert Smithson med sin land-art och Christo med sina inpackningsprojekt. Senare har Damien Hirst med sina stål- och glasmontrar med djurkadaver i formalin och Jeff Koons med sina glaserade keramikskulpturer utvidgat fältet, och installationer har tillkommit som en egen kategori.
Vid sidan av den moderna, experimenterande skulpturen har den klassiska, figurativa skulpturen fortsatt parallellt med den nyskapande, radikala konsten. Från 1920-talet och framåt fanns ett förnyat intresse för det klassiska arvet, och den officiella konsten i tidens diktaturer Sovjetunionen, Tyskland och Italien var starkt präglat av tidens klassiska ideal, även om den sovjetiska konsten hade en socialistisk propagandafernissa. I många länder arbetade dock en rad betydande konstnärer inom den traditionella figurativa traditionen.

## Tekniker

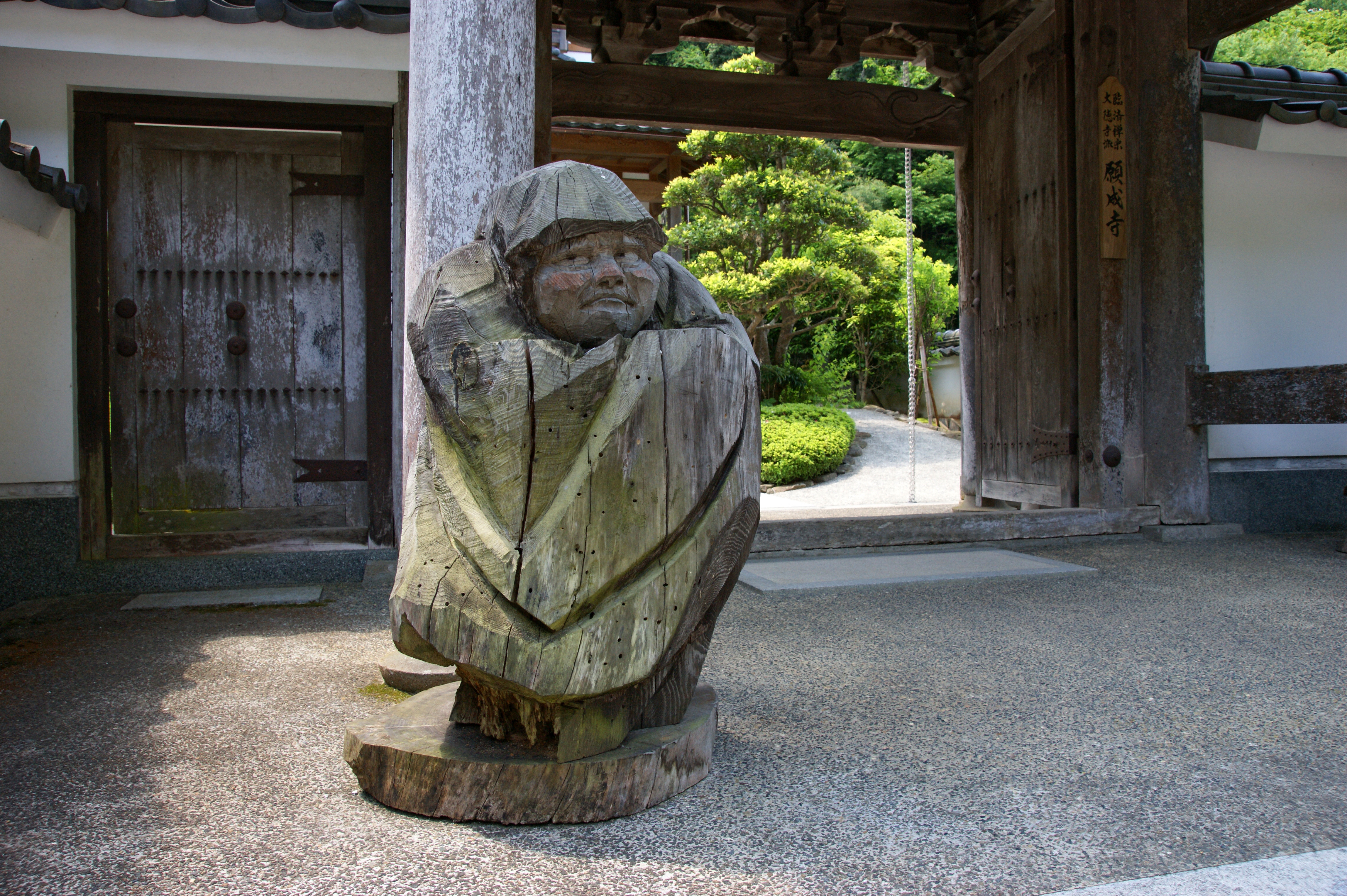
Träskulptur utanför templet Ganjouji i distriktet Izushi i staden Toyooka i Hyōgo prefektur i Japan.

Genom historien har det utvecklats en rad olika tekniker för att skapa skulpturer. Traditionella tekniker som förekommit under mycket lång tid är stenhuggeri, träsnideri och att snida ur material som ben, halvädla stenar eller metall. Det senare kallas även för glyptik eller gemsnideri. Stengravyr anbringas ofta på mindre stenar och gemmer genom slipning och ornamenten kan vara både fördjupade eller upphöjda. På större stenhällar av marmor och granit används ofta mejsel och andra skarpa verktyg vid graveringen. För litografiska ändamål används även gravyrstickel och stift av metall eller diamant. Ibland används diamantpulver eller smärgel för att öka friktionen.
En på detta sätt utskuren sten kallas glypt eller gem, även musselskal och glasfluss kan kallas för gem om de graverats på detta sätt.
I en vidare mening räknas även medaljkonsten (medaljgravyren) hit.

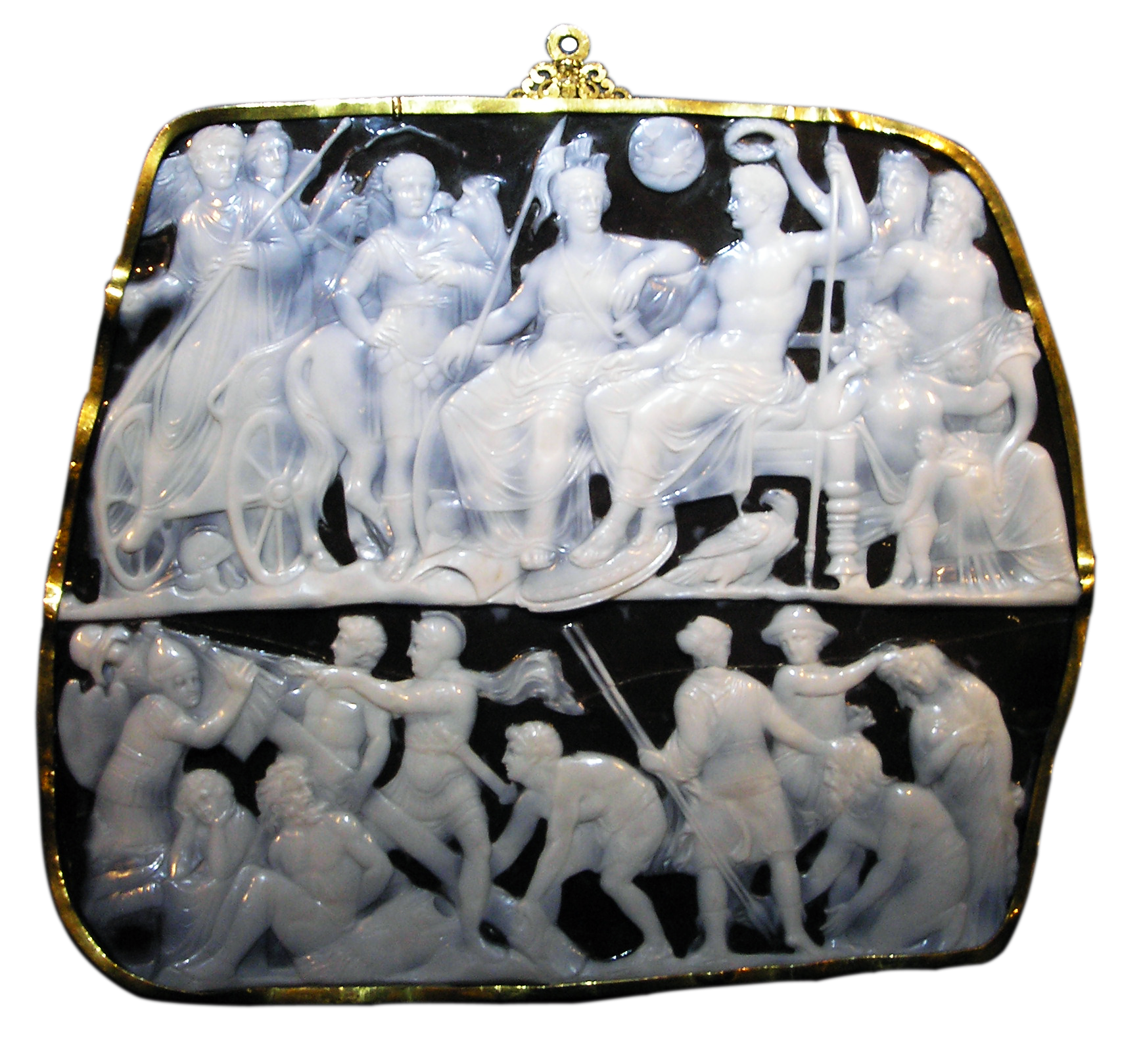
Gemma Augustea, ett gemsnideriarbete (onyx) vars motiv anses vara den romerska kejsaren Augustus, omgiven av olika gestalter från den romerska mytologin. Gemma Augustea anses ha skapats någon gång mellan åren 10 och 20 e. Kr. Kunsthistorisches Museum, Wien.

Det finns både väldigt små gemmer, och de som är uppåt 15 cm. Nämnas kan Carneo Gonzaga i S:t Petersburg, Gemma Augustea i Wien och Tiberiana i Paris som är 34x29 cm (se denna bilds fig. 8).
Gemmer brukades ofta som sigillringar, smycken och mantelspännen, men även för att sira större föremål såsom vapen och bägare.
Andra tekniker är exempelvis gjutning då man stöper av olika metaller, vilket även kallat bildgjuteri. Brons är ett vanligt ämne, men även guld, mässing, bly och andra metaller används. Modellering kan göras i mjukare modellermassor såsom våt lera, vax och plastilina. Till detta krävs ofta en armatur i järn eller ståltråd som håller skulpturen i ställning. Svetsning och lödning av järn, stål, koppar och så vidare förekommer också, särskilt i abstrakta skulpturer.
Toreutik (även drivning) innebär att man hamrar (driver) en metallplåt från dess baksida så att ett motiv framträder. Med denna metod kan man skapa tunnare skulpturer än genom gjutning.

## Symboler i skulpturer (Attribut)
Förr ansågs det att bildhuggaren skulle nöja sig med symboliska antydningar för att förmedla handling, betydelse eller situation. Till exempel en ikullvält urna med vatten istället för en stor flod. De viktigaste symbolerna var, och är, attributen, såsom treudden till havsguden, uggla, påfågel, örn, blixt, kors, nyckel och svärd.

## Kända skulpturer

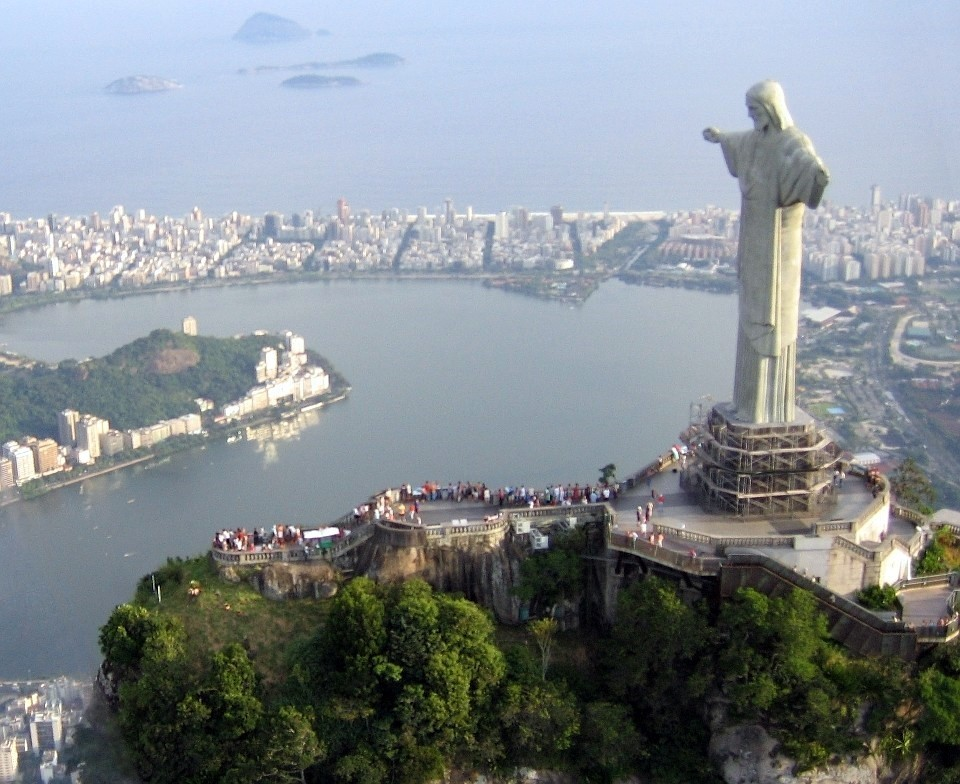
Den kända statyn Cristo Redentor på berget Corcovado i Rio de Janeiro i Brasilien.

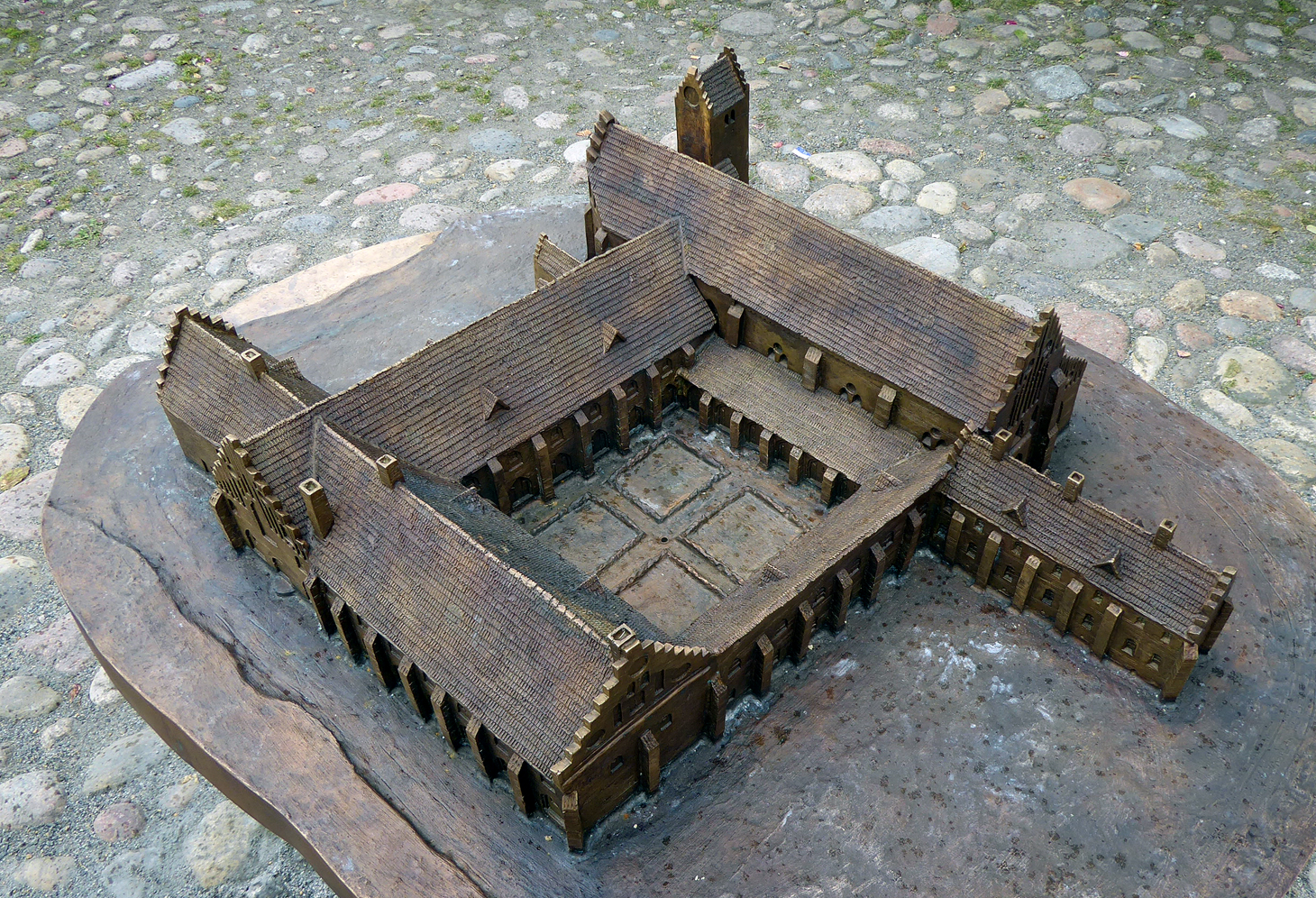
Anders Ödmans bronsskulptur av Ystads Kloster.

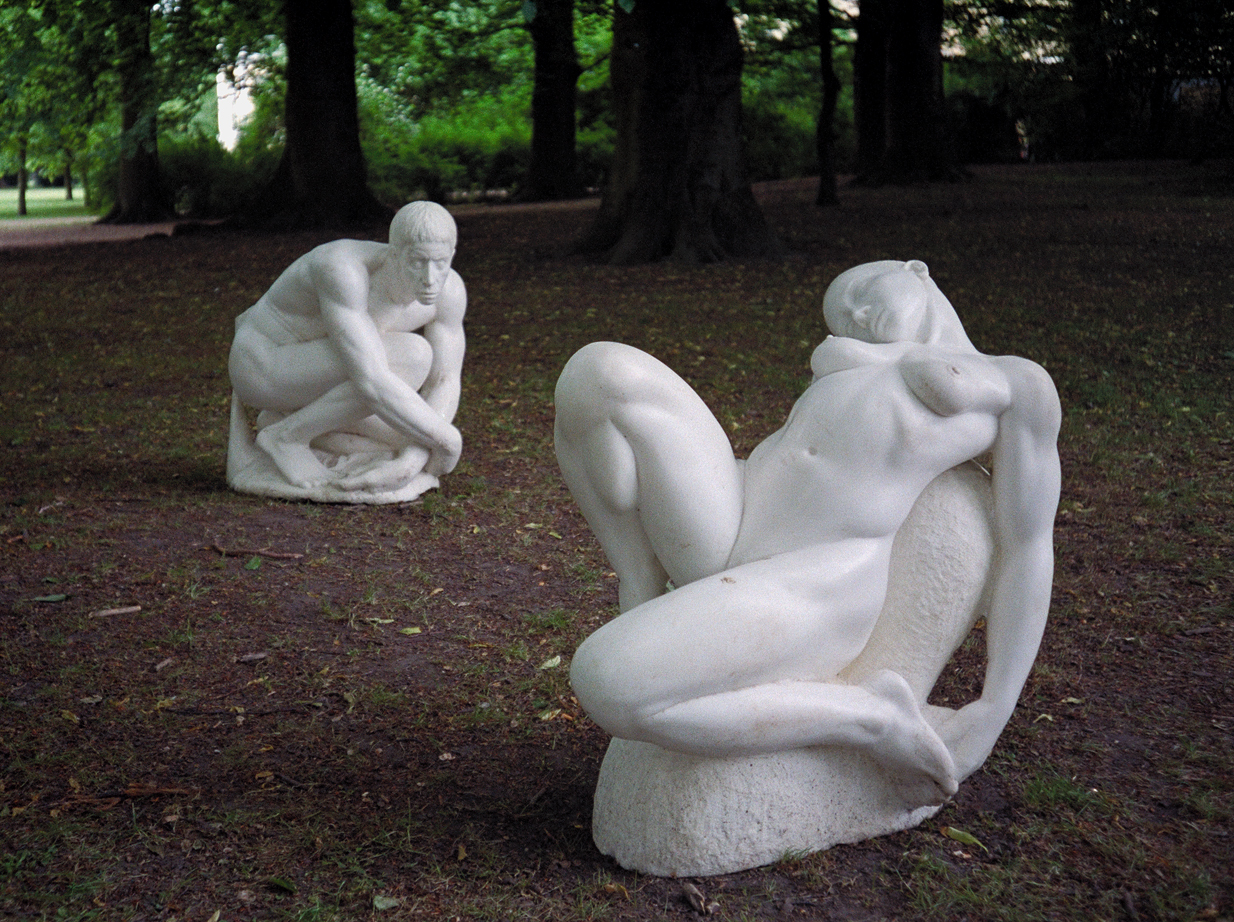
Jerry Adders verk på Malmo-Copenhagen Sculpture Biennal 2000.

- Cristo Redentor
- David (Michelangelo)
- Den lille havfrue
- Frihetsgudinnan
- Kolossen på Rhodos
- Laokoongruppen
- Nike från Samotrake
- Pietà
- Sfinxen i Giza
- Venus de Milo